# Johann Glauber
Johann Rudolf Glauber (ur. 10 marca 1604 w Karlstadt, zm. 16 marca 1670 w Amsterdamie) – niemiecki aptekarz, alchemik i technolog, działający w Niemczech, Austrii, Francji, Szwajcarii oraz Holandii, gdzie spędził większość życia.
Otrzymał cały szereg różnych związków nieorganicznych – kwas solny, kwas azotowy, wiele soli, w tym antymonu i arsenu, oraz organicznych – szczególnie pochodzących z suchej destylacji drewna. Zajmował się technologią barwienia szkła. Od jego nazwiska pochodzi nazwa soli glauberskiej czyli uwodnionego siarczanu sodu, którą otrzymał w reakcji chlorku sodu (soli kuchennej) z kwasem siarkowym.